# Charleston megye
Charleston megye az Amerikai Egyesült Államokban, azon belül Dél-Karolina államban található. Megyeszékhelye és legnagyobb városa Charleston. Lakosainak száma 408 235 fő (2020. április 1.). Charleston megye Georgetown, Berkeley, Dorchester és Colleton megyékkel határos.

## Népesség
A megye népességének változása:
| Lakosok száma | 351 289 | 357 621 | 365 170 | 372 803 | 389 262 | 408 235 |
|               | 2010    | 2011    | 2012    | 2013    | 2015    | 2020    |